# Rhipidomys venustus
Rhipidomys venustus é uma espécie de roedor da família Cricetidae.
Apenas pode ser encontrada na Venezuela.